# Zhou Yang (scrittore)
Zhou Yang (Yijang, 7 novembre 1908 – Pechino, 31 luglio 1989) è stato uno scrittore cinese.
Fu l'ideologo di regime del Partito Comunista Cinese dagli anni 1930 alla grande rivoluzione culturale, quando fu criticato e messo da parte. Dopo la morte di Mao Zedong tornò ad avere incarichi ufficiali.